# Registre des droits personnels et réels mobiliers
En droit québécois, le  Registre des droits personnels et réels mobiliers (RDPRM) est un registre public qui permet de savoir si des biens meubles sont affectés d'une dette ou d'une sûreté. Pour cette raison, il est souvent utilisé par les acheteurs d'automobile qui veulent s'assurer que leur véhicule est libre de droits. Il est régulièrement consulté par les juristes en matière de droit des sûretés. Le RDPRM fait l'objet de plusieurs dispositions législatives en droit québécois, dont notamment le Règlement sur le registre des droits personnels et réels mobiliers.